# Westbroekse Zodden
De Westbroekse Zodden is een polder en natuurgebied van ongeveer 52 hectare ten westen van Westbroek in de provincie Utrecht.
Zodde betekent laag en moerassig land. Het gebied ligt op de grens van zand en veen. In de vroegere moerassen in dit gebied hoopten afgestorven planten zich in duizenden jaren op en ontstonden dikke veenlagen. Bij de turfwinning ontstonden petgaten: langgerekte plassen en brede sloten. Op de tussengelegen legakkers werd het veen gestort. Na verloop van tijd groeiden de petgaten dicht. Drijftillen van waterplanten groeiden vast aan oeverplanten en vormden trilveen. De iets hoger liggende drogere delen werden door boeren als hooiland gebruikt. Door het turfgraven en het maaien ontstond een open landschap met veel water.

## Staatsbosbeheer
Sinds 1991 wordt het gebied beheerd door Staatsbosbeheer door het kappen van het moerasbos en het scheppen van open water met behulp van graafmachines. Dit bood kans aan rietvelden en schraallanden. Het huidige trilveen, bestaande uit een drijvende mat van plantenresten en wortelstokken geeft kansen aan het slank wollegras. Het schone kwelwater van de Utrechtse Heuvelrug in het gebied helpt daarbij. Staatsbosbeheer begint in het najaar van 2014 met het terugbrengen van ongeveer twintig hectare blauwgraslanden. Daartoe wordt de voedselrijke bovenlaag afgegraven en ontstaan natte, schrale graslanden. Ook het oorspronkelijke reliëf wordt teruggebracht.

## Rem op de natuur
Om het open landschap te behouden wordt het gras in het natuurgebied gemaaid om het groeiproces van het moerasbos af te remmen. Zo kan een trilveen ongeveer veertig jaar langer bestaan en kunnen roerdomp, purperreiger en het woudaapje broeden in de rietvelden. De laatste fase is het moerasbos. Pas als dit bos van wilgen en elzen hoog is opgekomen wordt het gekapt en brengen graafmachines de oude situatie terug. Daarna begint het proces van open water naar moerasbos opnieuw.

## Bert Bospad
Bert Bos (1946-1996) was vanaf 1991 boswachter in de Vechtstreek. Hij spande zich in om zoveel mogelijk mensen te laten genieten. De Westbroekse Zodden is deels opengesteld. Het drie kilometer lange Bert Bospad voor wandelaars is aan het eind van 1997 mede uitgezet door de IVN en loopt door moerasbos en langs trilvenen en rietlanden.